# Маєніт
Маєні́т (рос. майенит; англ. mayenite; нім. Mayenit m) — мінерал, оксид кальцію і алюмінію.

## Загальний опис
Хімічна формула: Ca12Al14O33.
Містить (%): CaO — 48,53; Al2O3 — 51,47.
Сингонія кубічна.
Густина 2,85.
Безбарвний.
Прозорий.
Ізотропний.
Знайдений у складі вапняків, у лейцит-тефритових лавах Етрінґер Белерберґа поблизу німецького міста Маєна.
За назвою м. Маєн (ФРН), G. Hentschel, 1946.